# 墨西哥長吻蝠屬
墨西哥長吻蝠屬（学名：Choeronycteris），哺乳綱、翼手目、葉口蝠科的一屬，而與墨西哥長吻蝠屬（墨西哥長吻蝠）同科的動物尚有長舌葉鼻蝠屬（長吻長舌葉鼻蝠）、長吻長舌蝠屬（長吻長舌蝠）、長吻蝠屬（小長吻蝠）、長鼻蝠屬（南美長鼻蝠）等之數種哺乳動物。

## 下属物种
本属包括以下物种：
- 墨西哥长吻蝠 Choeronycteris mexicana Tschudi, 1844，豬吻長舌蝠